# Trumpetovka australská
Trumpetovka australská, též fasciolárka tichomořská (Syrinx aruana), je druh extrémně velkého mořské plže, který může měřit až 91 cm a vážit až 18 kg. Jedná se o jediného žijícího zástupce rodu Syrinx z čeledi vázovkovití (Turbinellidae). Vyskytuje se na písčitých dnech v mělkých pobřežních vodách severní Austrálie a západní Nové Guineji.

## Taxonomie

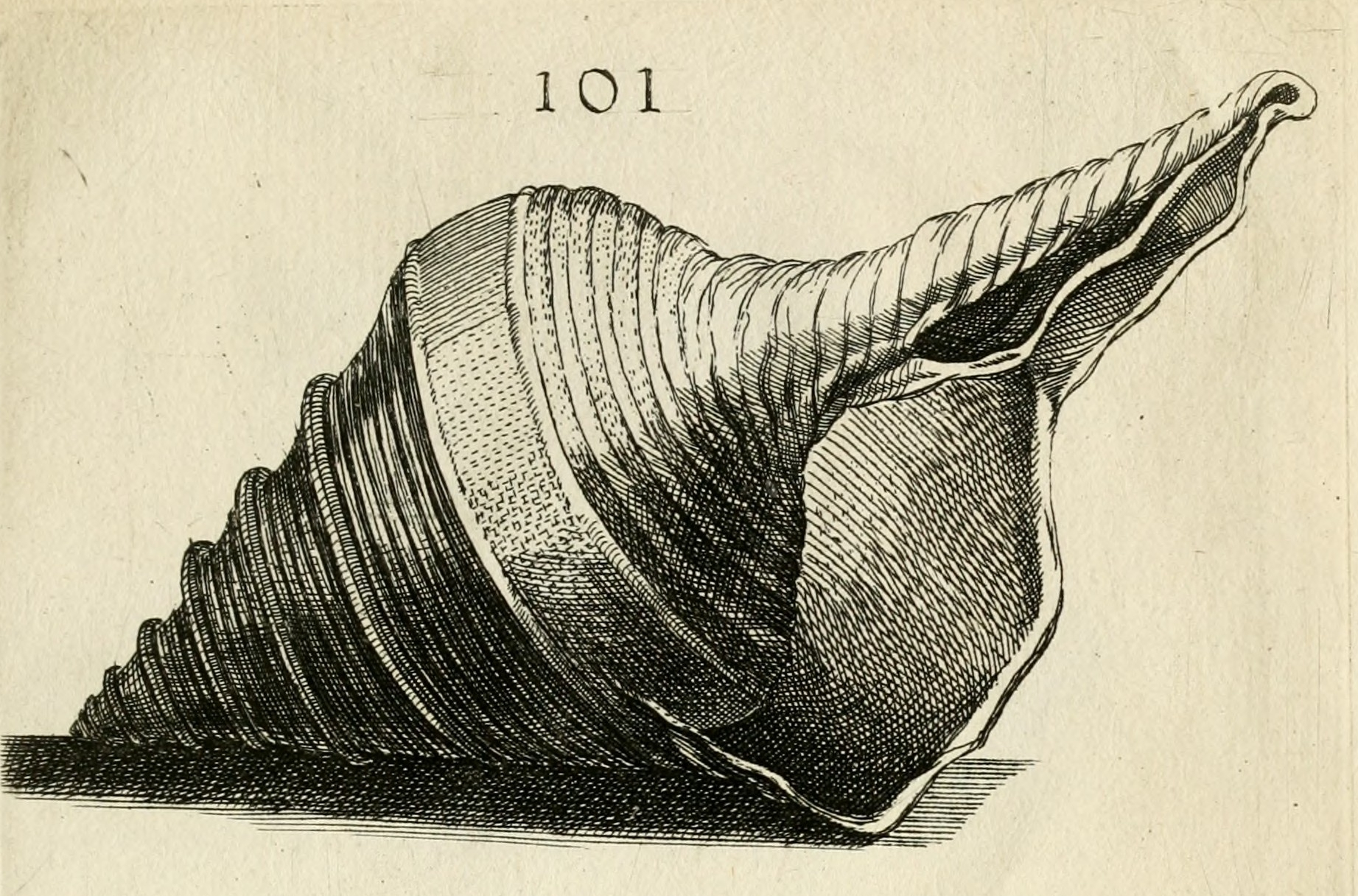
Rytina trumpetovky australské od Filippa Bonanniho z roku 1681

O trumpetovce australské psal již v roce 1681 Filippo Bonanni, který ilustraci trumpetovky zahrnul do vůbec první souhrnné knihy o mořských plžích Ricreatione dell' occhio e dela mente nell oservation' delle Chiociolle, proposta a' curiosi delle opere della natura, &c.
Za první vědecký popis trumpetovky se však počítá popis v 10. vydání Systema naturae švédského taxonomického nestora Carla Linného z roku 1758.

## Popis
Trumpetovka australská má mohutnou ulitu, která běžně dosahuje délky kolem 60 cm, avšak může měřit až 91 cm, což z trumpetovky činí největší žijící druh plže s ulitou (největší druh nahého plže je zej kravský, Aplysia vaccaria).
Vysoká ulita je vřetenovitého tvaru se silně prodlouženým sifonálním kanálem s širokým ústím, které je při vnitřních i vnějších pyscích hladké. Kolumelární pysk není přítomný. Na vrcholu ulity se nachází velmi dlouhá protokoncha (embryonální ulitka), která je tvořena cca 5 závity a u dospělců většinou chybí. Hlavní závity ulity jsou silně zešikmené. Poslední závit je poměrně nafouklý. Povrch ulity je pokryt malými úzkými spirálními liniemi. Povrchové periostracum je silné a hnědě zbarvené. Vnitřní i vnější stěny ulity jsou jinak zbarveny meruňkovou až nažloutle krémovou barvou.

## Biologie
I přes popularitu plže mezi sběrateli je o biologii trumpetovky známo jen minimum informací.

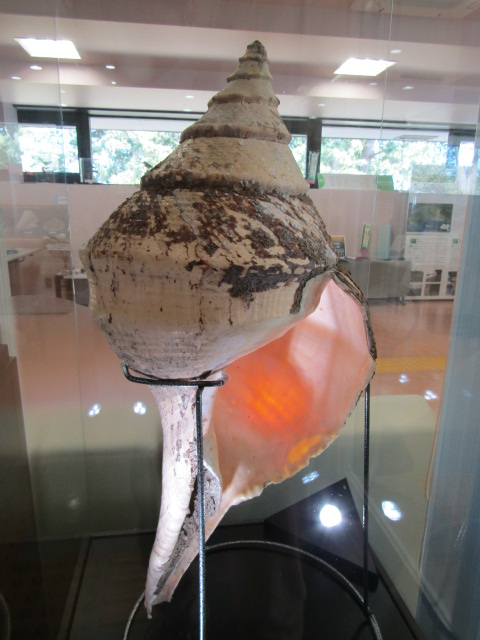
Ulita trumpetovky v muzeu v Japonsku

Vývoj trumpetovek je přímý, tzn. z vajíček a nikoli z larev, jako je tomu u řady jiných mořských plžů. Dospělá samice vyprodukuje mohutné vajíčkové obaly / schránky o velikosti až 15 cm, které pomocí hlenu přichytí v přílivových oblastech na podklad jako je skála, mrtvý korál či schránka odumřelého měkkýše. V rámci obalu se nachází řada pouzder, ve kterých je umístěno vajíčko, ve kterém se vyvíjí juvenilní jedinec. Jakmile dosáhne velikosti kolem 2 cm, klube se a odchází pryč.
Jedná se o predátorského masožravého plže, který se živí převážně mnohoštětinatci rodů Polyodontes, Loimia a Diopatra. Tito mnohoštětinatci skrývají tělo v rourkách z různých materiálů, kam se v případě ohrožení mohou zatáhnout. Trumpetky k tomu však mají uzpůsobený dlouhý proboscis (sací chobot), který dosahuje délky nejméně 25 cm.

## Rozšíření a ohrožení
Vyskytuje se v mělkých vodách s písčitým dnem do 30 m v pobřežních oblastech severní Austrálie a novoguinejské provincie Západní Papua. Trumpetovku mají v oblibě sběratelé plžů, občas je sbírána i pro maso na konzumaci či jako návnada na ryby. V některých oblastech se snadným přístupem k vodám s výskytem trumpetovek dokonce došlo k místním vyhynutí těchto plžů následkem nadměrného sběru.
Trumpetovky australské jsou zvláště citlivé na místní sběr, protože na rozdíl od řady jiných mořských plžů se vyvíjí přímo, tzn. prostřednictvím vajíček a ne larev. Řada ostatních mořských plžů se vyvíjí nepřímo, tzn. dojde k vypuštění larev, které jsou volně unášeny proudem a mohou tak potenciálně znovu osídlit území, kde plži vyhynuli. Trumpetovky může negativně ovlivňovat i tralování, během kterého mohou vlečné sítě odloupnout nebo poškodit obaly vajíček, které jsou pak vyplaveny na břeh a vajíčka hynou.